# 蒙克洛亚-阿拉瓦卡区
蒙克洛亚-阿拉瓦卡（西班牙語：Moncloa-Aravaca）是西班牙首都馬德里的21個區之一，下轄有7個分区。西班牙總理官邸蒙克洛亞宮位於該區。
 维基共享资源上的相關多媒體資源：蒙克洛亚-阿拉瓦卡区
40°26′07″N 3°43′08″W / 40.435151°N 3.718765°W